# Juan Jose Rios
Juan Jose Rios är en ort i Mexiko.   Den ligger i kommunen Guasave och delstaten Sinaloa, i den västra delen av landet, 1 200 km nordväst om huvudstaden Mexico City. Juan Jose Rios ligger 4 meter över havet och antalet invånare är 26 380.
Terrängen runt Juan Jose Rios är mycket platt. Runt Juan Jose Rios är det ganska tätbefolkat, med 100 invånare per kvadratkilometer. Närmaste större samhälle är Los Mochis, 17,8 km väster om Juan Jose Rios. Trakten runt Juan Jose Rios består till största delen av jordbruksmark.